# Леонида Петровић
Леонида Петровић (Кладово, 1906 — Цирих, 1970) био је капетан I класе у војсци Краљевине Југославије и командант Зајечарске бригаде Тимочког корпуса Југословенске војске у отаџбини за време Другог светског рата.

## Биографија
Рођен је 1906. у Кладову од оца Милана (Живка) Петровића и мајке Миле (рођена Срејић). Имао је још седморо браће и сестара. Након што је рано детињство провео у Кладову, Леонида Петровић, именован по легендарном спартанском војсковођи (како је кум- професор историје тражио), рано детињство провео је у селу Поцесју на Копаонику, затим у Ушћу на Ибру, где је завршио основну школу. Гимназију је изучио у Београду, одакле му је мајка. Дипломирао је на београдској Војној академији (коњица). По завршетку школовања упућен је на службу у Подгорицу. Ту се оженио Невенком Дракић. Пошто је југословенска војска капитулирала у априлском рату, одметнуо се у шуму, не мирећи се са окупацијом, као и многе друге његове колеге - српски официри. Тако је поступио и Леонидин рођени брат Бранимир Петровић, командант Делиградског четничког корпуса а затим командант аеродрома у Прањанима, погинуо на Зеленгори 1945.године
На зиму 1941/1942. као легализовани четник провео је у Зајечару као капетан СДС. Заједно са доташњим командантом СДС у Зајечару Љубом Јовановићем и његовим интендантским официром поручником Радомиром Петровићем Кентом изнели су из зајечарске касарне 20. пука све што је могло да се изнесе и поново се прикључили ЈВуО. Након ове акције, капетан Леонида Петровић именован је за команданта Зајечарске бригаде Тимочког корпуса. Приликом кретања на планину Дели Јован ради састанка са руководиоцима Корпуса, капетан Петровић се преобукао у униформу СДС и 27. јануара 1943. кренуо кроз Зајечар. Том приликом је „одбегли капетан” препознат од стране једног војника СДС који је у његовом правцу испалио неколико хитаца од којих је један ранио Петровића у леву руку. Петровић је успео да побегне преко залеђеног Тимока у правцу Белог брега. Петровић је радио на јачању ЈВуО на територији Зајечарског округа. Са дијеловима своје бригаде је 19. маја 1943. извршио претрес Грлишког манастира због сумње да се партизани крију у њему. Под његовим вођством, 19. септембра 1943. извршен је напад на пољску станицу СДС која је обезбеђивала рудник Вршку Чуку (8 км југоисточно од Зајечара). Том приликом је заробљено и одведено 13 стражара са оружјем и свом државном спремом, од којих су двојица успела да побегну и врате се у команду. Нападачи су узели и 2 писаће машине и 3 јахаћа коња, са прибором за јахање.
У засеоку Дубрава, између села Заграђа, Боровца и Вратарнице код Зајечара, 20. октобра 1943. Зајечарска бригада напала је 1. батаљон Зајечарског партизанског одреда "Миленко Брковић Црни". У тешкој борби Зајечарска бригада ЈВуО претрпела је пораз и повукла се према реци Тимоку, селу Заграђу, у правцу према Горњој Белој реци. У борби погинули су Миодраг Мија Станимировић Душко, секретар ОК КПЈ за округ зајечарски, и још један борац чије име није утврђено. Погинуло је 16 четника Зајечарске бригаде и исто толико четника су партизани заробили. Група од око 500 бораца Зајечарске бригаде ЈВуО под вођством Леониде Петровића упала је у село Заграђе, блокирала село и извршила претрес тражећи комунисте, потом отишла у непознатом правцу. Борба против партизана наставила се и 12. децембра 1943. године када је капетан Петровић са око 100 наоружаних присталица дошао у село Грлиште где су преноћили, а сутрадан одржали мештанима говор против комуниста, саветујући им да извршавају сва наређења власти и обавештавају их о кретању комуниста.
Борци Зајечарске бригаде су 16. јануара 1944. године упали у Зајечар и напали зграду градске страже коју је обезбеђивало 15 стражара. Обивши магацин са собом су однели одређену количину оружја и муниције. Већ наредног дана започета је акција чишћења Тимочког среза од стране партизана. У овим борбама, по други пут, је рањен Леонида Петровић. Наредни већи четничко-партизански сукоб у којем је учествовао Леонида Петровић одиграо се 27. маја 1944. године изнад села Влашко поље, у близини Књажевца. Наредног дана, Леонида Петровић известио је депешом четнички Главни штаб Драже Михаиловића да су четници 27. маја водили борбу са комунистима те да су комунисти остали надмоћнији и сада су апсолутни господари терена. Наводи да је морал у јединицама низак и да људство није могуће употребити у борби против комуниста и да су четнички команданти спречавали бекство четника употребом оружја. У борбама са партизанима 8. јуна 1944. која се водила на косама Бељевине, Великог Врха и Буковика рањен је у груди капетан Леонида Петровић. Тешко рањен капетан Петровић се постепено повлачио према Западу. Једно време је боравио у Трсту заједно са Радомиром Петровићем Кентом, а потом су емигрирали у Швајцарску. Живио је и радио као магационер у граду Ерликону. Од последица рањавања никада се није потпуно опоравио. Преминуо је 1970. у Цириху.